# Boston

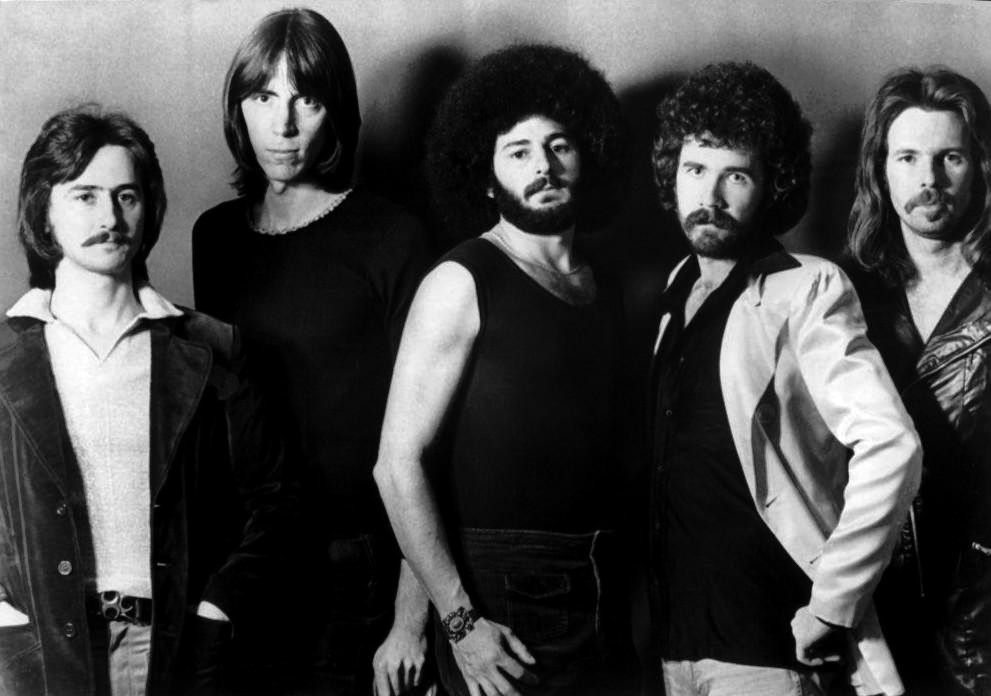
1977 рік

Boston — рок-гурт зі США, утворений 1975 року у місті Бостон з ініціативи Тома Шольца (Tom Scholz), 10.03.1947, Толедо, Огайо, США — гітара, клавішні, бас, ударні. До першого складу гурту також ввійшли: Бредлі Делп (Bradley Delp), 12.06.1951-09.03.2007, Бостон, Массачусеттс, США — вокал, гітара; Беррі Гудроу (Barry Goudreau), 29.11.1951, Бостон, Массачусеттс, США — гітара, Френ Шиен (Fren Sheehan), 26.03.1949, Бостон, Массачусеттс, США — бас та Сіб Хешіен (Sib Hashian), 17.08.1949, Бостон, Массачусеттс, США — ударні.
1975 року Том Шольц разом з товаришами записав у власній домашній студії кілька творів у демоверсіях. Цей матеріал зацікавив представників фірми «Epic», які запропонували музикантам укласти угоду, і першим продуктом цього зв'язку став виданий 1976 року альбом під простою назвою «Boston». На цій дебютній платівці гурт запропонував мелодійну, сучасну та дуже професійно аранжовану музику у стилі хард-рок, яка принесла їй великий успіх — третє місце у чарті та близько семи мільйонів проданих примірників. Також гарно був сприйнятий другий альбом «Don't Look», що з'явився на початку 1978 року.
Проте незабаром у діяльності гурту настала велика перерва, яка закінчилась лише 1986 року записом третього лонгплея «Third Stage». Цього разу Шольцу допомагали Делп, Гері Піл (Gary Pihl) — гітара та Джим Масдеа (Jim Masdea) — ударні. Музика з цього альбому, схожа на ранні роботи гурту, дуже сподобалась американській публіці, однак у Європі мала менший успіх. Під час турне у США 1987 року до гурту приєднались Девід Сайкс (David Sikes) — бас та Дуг
Хоффман (Doug Hoffman) — ударні. Пізніше гурт знову зник з поля зору, проте коли вже здавалося, що Boston завершив свою кар'єру, Том Шольц розпочав роботу у власній студії «Hideaway Studio II». Студійні сесії тривали кілька років і завершились успіхом. На альбомі «Walk On», який вийшов 1994 року, лідеру допомагали: Френ Космо (Fran Cosmo) — гітара, вокал; Томмі Фандерберк (Tommy Funderberk) — вокал, а також Сайкс, Піл та Хоффман.

## Дискографія
- 1976: Boston
- 1978: Don't Look Back
- 1986: Third Stage
- 1994: Walk On
- 1997: Greatest Hits
- 2002: Corporate America
- 2013: Life, Love & Hope

## Беррі Гудроу
- 1980: Barry Goudreau
- 1984: Orion The Hunter (з власним гуртом Orion The Hunter)